# Surmas

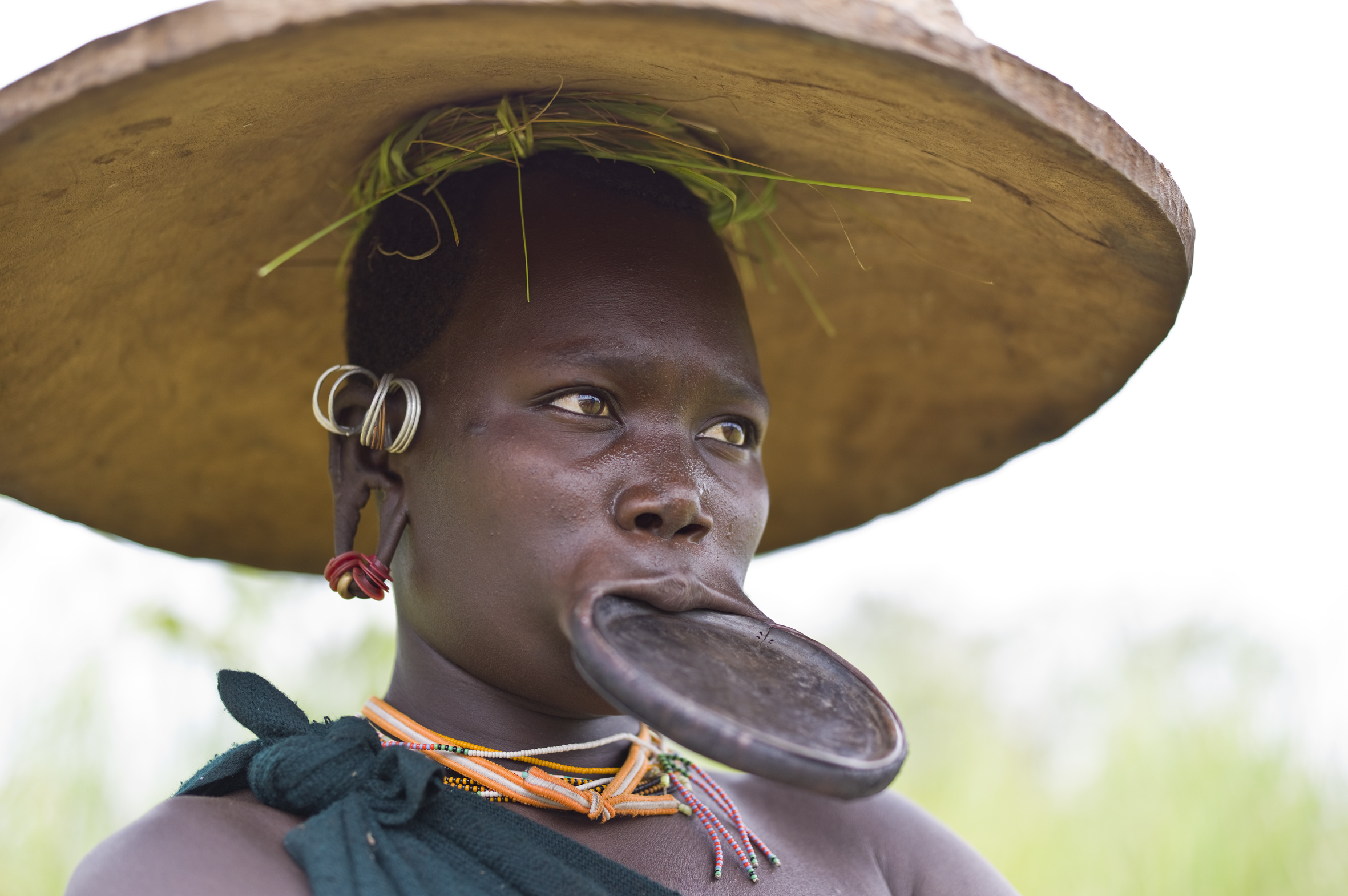
Mulher surma, usando botoque típico

Os Surmas são um povo que ocupa uma área remota no sudoeste da Etiópia. Não mantêm contato peródico com ocidentais há cerca de 35 anos. Entre esses registros está o da adoção do fuzil de assalto Kalashnikov, usada para os confrontos com o povo Bumi, de Uganda, que ataca seu território. A última visita de ocidentais ocorreu durante um campanha de vacinação contra a poliomielite, realizada na década de 1970.

## Links
- Reportagem